# Robin Bargar
Robin L. Bargar (* 1959 in Ohio) ist ein US-amerikanischer Komponist von elektronischer Musik, Filmemacher und Wissenschaftler, der im Bereich Medien- und Informationstechnologie forscht.

## Leben
Bereits in den 1980er-Jahren experimentierte Bargar mit dem Computer als neuem Medium und begann eigene Programme zu entwickeln. Er studierte bis 1985 Musikkomposition im Bereich elektronische Musik und Musiktechnologie an der Ohio State University und promovierte anschließend 1995 zu Computermusik an der University of Illinois at Urbana-Champaign. Während seiner Zeit am College und an der Hochschule schuf Bargar verschiedene Kunstwerke am Computer, darunter die in Tokio ausgezeichneten Grafiken Venus and Milo und The Listener sowie 1991 das elektroakustische Musikstück Business as Usual. Zudem arbeitete Bargar am experimentellen Kurzfilm The End (1995), den er zusammen mit Chris Landreth schrieb und produzierte. Er war dabei auch für Musik und Ton zuständig. 1996 wurden Bargar und Landreth für den Oscar in der Kategorie Bester animierter Kurzfilm nominiert.
Bargar arbeitete von 1993 bis 2000 am National Center for Supercomputing Applications (NCSA) der University of Illinois und war dort Mitbegründer der Audio Development Group. Er beschäftigte sich hier unter anderem mit der Entwicklung von Software, die synthetische Geräusche für virtuelle Welten erzeugt. Parallel dazu war er von 1997 bis 1999 Leiter des Integrated Systems Laboratory des Beckman Institute of Advanced Science and Technology, ebenfalls an der University of Illinois.
Ab 2000 wirkte Bargar am School of the Art Institute of Chicago und war beratender technischer Programmmanager bei E-mu Systems/Creative Labs. Ab 2002 arbeitete er als CEO bei der Non-Profit-Organisation Hexagram in Montreal, die sich der Forschung an und Produktion von Kunst- und Medientechnologien verschrieben hatte und Kunst und Industrie verbinden wollte.
Bargar war von 2004 bis 2011 Dekan der School of Technology and Design der City University of New York und anschließend von 2011 bis 2015 Dekan der School of Media Arts des Columbia College Chicago. Seit 2015 ist Bargar geschäftsführender Direktor des Salford International Innovation Studio (SIIS) der School of Arts and Media an der University of Salford in Manchester.
Bargar gilt als Experte für die Entwicklung und Weiterentwicklung von Software, die Bild und Ton in virtueller Realität und Computeranimation erzeugt. Er ist seit 1987 mit Wissenschaftlerin Insook Choi verheiratet.

## Auszeichnungen
- 1996: Oscar-Nominierung, Bester animierter Kurzfilm, für The End.